# Immobilienmarketing
Immobilienmarketing wendet die Instrumente des klassischen Marketings auf die verschiedenen Produkte der Immobilienbranche an.

## Definition
Unter „Marketing“ wird üblicherweise die klassische betriebswirtschaftliche Funktion des „Absatzes“ und die übergreifende marktorientierte Unternehmensführung verstanden. Analog zum Marketing sollte auch Immobilienmarketing umfassend verstanden werden als „marktorientierte Verwirklichung von Unternehmenszielen und die Ausrichtung des Produktes „Immobilie“ am Markt“.
Zum Immobilienmarketing gehören damit (angelehnt an die 4 Ps der American Marketing Association)
- Produktpolitik
- Preispolitik
- Kommunikationspolitik
- Distributionspolitik

auf Basis von Markt- und Meinungsforschung.
Oder wie es der Deutsche Marketing-Verband (Franz-Rudolf Esch) formuliert: „Marketing im Sinne einer marktorientierten Unternehmensführung kennzeichnet die Ausrichtung aller relevanten Unternehmensaktivitäten auf die Wünsche und Bedürfnisse von Anspruchsgruppen“. Vereinfacht gesagt: Nur wenn der Immobilienentwickler weiß, wie und wo die Menschen leben und arbeiten wollen, kann er seine Projekte entsprechend konzipieren und vertreiben. Vor diesem Hintergrund hat bei der Immobilienentwicklung im Wohnsegment beispielsweise zur Zielgruppendifferenzierung  die Milieu-Studie Einzug gehalten.
Da diese stringente Übertragung des Marketing-Wissens auf Immobilien in Deutschland noch recht jung und (immer) noch nicht weit verbreitet ist, gibt es in Deutschland bislang relativ wenig Marketingagenturen, die auf Immobilienmarketing spezialisiert sind. Unsere Nachbarn in der Schweiz und auch in Österreich sind hier etwas weiter, gezieltes Immobilienmarketing wird dort schon länger erfolgreich ausgeübt.

## Geschichte
Bis in die 1990er Jahre wurde in Deutschland die werbliche Kommunikation im Immobilienmarkt weitgehend durch Makler gemacht. Diese verließen sich dabei überwiegend auf eine reine Informationsstrategie, die sich in gestalteten Verkaufsanzeigen und Informationsbroschüren erschöpfte. Wachsender Konkurrenzdruck und der Anspruch schnellerer und gezielterer Vermarktung von Immobilien haben jedoch in den folgenden Jahren dazu geführt, dass sich Immobilienmarketing als Disziplin mit einem breit gefächerten Angebot an Instrumenten entwickelte.
Die Werbebranche nahm den Immobilienmarkt stärker wahr und richtet ihre Angebote entsprechend aus; die Werbeaufwendungen der Bau- und Immobiliengesellschaften waren im Jahr 2007 stark gestiegen. Das ermittelte das Medien- und Werbeforschungsunternehmen Nielsen Media Research GmbH. Demnach kletterten die Bruttowerbeinvestitionen für 2007 in den Above-the-line-Medien (Zeitungen, Publikumszeitschriften, Fachzeitschriften, Fernsehen, Radio, Plakat und Kino) der Bau- und Immobiliengesellschaften auf 6,9 Millionen Euro, was einem Plus von 33,9 Prozent gegenüber dem Vorjahr mit 5,1 Mio. Euro entspricht. Die Internetwerbung für diesen Bereich erreichte sogar eine Steigerung von 123,6 % (von 0,4 Mio. Euro 2006, auf 1 Mio. Euro 2007).

## Ziele und Zielgruppen des Immobilienmarketings
Über die Gestaltung von Verkaufsanzeigen geht Immobilienmarketing mittlerweile weit hinaus, denn – analog zu anderen Disziplinen des Marketings für spezielle Segmente (wie Konsum- oder Investitionsgüterwerbung)  – umfasst Immobilienmarketing auch eine grundlegende Analyse, Planung, Umsetzung und Kontrolle, wobei die Besonderheiten von Immobilien beachtet werden müssen.
Vorrangiges Ziel des Immobilienmarketings ist es, für Immobilienprojekte – von einzelnen Gebäuden bis hin zu ganzen Entwicklungsgebieten – gegenwärtige und zukünftige Absatzmärkte zu finden und anzusprechen. Immobilien werden dazu als Marke positiv aufgebaut, gutes Immobilienmarketing ist immer auch Vertriebsunterstützung.
Nachdem Marketing und Vertrieb von Immobilien nicht mehr (nur) als reine Makleraufgabe gesehen wird, findet seit einigen Jahren eine zunehmende Professionalisierung statt, die sich des breiten Marketing-Mixes auch bei Immobilienprojekten bedient und insbesondere den Distributionsteil mit einem Schwerpunkt auf Werbung und Public Relations im Blick hat.
Die Vermarktung von Immobilien ist prinzipiell ganz einfach: Der Köder muss dem Fisch schmecken, nicht dem Angler. Oder anders ausgedrückt: Die Immobilie muss dem Käufer / Mieter gefallen, nicht dem Investor und Projektentwickler. Was jedoch eine Immobilien für einen Menschen interessant macht, hängt von sozialen ebenso wie finanziellen Faktoren ab. Diese zu kennen und in die Objektentwicklung einfließen zu lassen ist Ziel 1 des Immobilienmarketings. Ziel 2 ist, durch die Begleitung bei der Entwicklung der Immobilie (Bau, Renovierung, Umwidmung…) dem Objekt bei den Zielgruppen ein positives Image, einen guten Namen zu verschaffen. Und Ziel 3 ist Vertriebsunterstützung und Beitrag zur  langfristigen Werterhaltung/Wertsteigerung.
Im Immobilienmarketing geht es darum,  nüchternen Gebilden aus Steinen, Glas, Beton, Stahl und einigen anderen Elementen Werte zuzuschreiben, die sich bei der Zielgruppe verankern. Dazu werden meist Architekturvisualisierungen genutzt, da diese Bilder potentielle Kunden auf einer emotionalen Ebene ansprechen.

## Bereiche des Immobilienmarketings
Konsequentes Immobilienmarketing fängt – wie oben geschildert – bei der Zielgruppenanalyse an, geht über die Kreation eines Markenauftritts bei größeren Objekten und beinhaltet alle Verkaufsförderungsmassnahmen (sales promotion), wie sie auch aus dem Einzelhandel bekannt sind.
Bislang häufig vernachlässigt wurde das Visual Merchandising, d. h. die zielgruppengerechte Objektpräsentation am POS (point of sale). Die dafür oft verwendeten Architekturvisualisierungen genügen höchsten Qualitätsansprüchen und übersetzen den Entwurf in ein für Laien verständliches Medium.
Zu den Kommunikationsmassnahmen zählen weiterhin die Gestaltung der Entscheidungshilfen wie Informationsbroschüren und Exposés, der Einsatz und die Gestaltung von ausgefallenen Bau- und Vermietungsschildern, Citylight-Postern oder Blow-ups, der Kreation von Events mit entsprechender Begleitung bis hin zum Erzählen von Geschichten rund um das Objekt in den Medien.
Welcher Marketing-Mix mit welchen Instrumenten in welcher Zusammensetzung und von welcher Intensität gewählt wird, hängt von Größe und Bedeutung des jeweiligen Immobilienobjekts ab.
In den Fällen, wo größere Unternehmen als Projektentwickler und -realisierer hinter den Immobilienprojekten stehen, kommt hinzu, dass Immobilienmarketing auf das Image der Dachmarke positiv wirken soll.
Neben der Gliederung über die Instrumente lässt sich Immobilienmarketing auch durch die Anwendungsbereiche unterteilen: Immobilienmarketing gibt es für Bestandsimmobilien, Neubauprojekte, verzahnt mit Stadtmarketing als Standort-, City-, Stadtteil- oder auch Tourismusmarketing (Gewerbegebiete / Logistikimmobilien / Büro- und Einzelhandelsflächen / herausragende Gebäude als Attraktion).
In der gestalterischen Umsetzung stehen heute realitätsgetreue Abbildungen der beworbenen Objekte in nahezu allen Medien  im Mittelpunkt. Ausgangspunkt ist dabei das sogenannte Architekturrendering. Die Visualisierung des beworbenen Objekts oder Projekts erfolgt in der Praxis in nahezu allen Kommunikationskanälen – im Exposé, in der Internet-Präsenz, in der Außenwerbung, auf Bauschildern oder auch in komplexen 3D Touren und Architekturanimationen.

Auch für Bauanträge oder im Dialog mit Bauämtern und der Öffentlichkeit finden Architekturvisualisierungen im Rahmen des Immobilien-Marketing-Mix eine wichtige Rolle.

## Prozessbeschreibung
Ein idealer Prozess im Immobilienmarketing würde wie folgt ablaufen:
1. Vorgeschaltete Marktstudie/Marktforschung zur Produktentwicklung (Grundstückserwerb und Bauplanung) unter besonderer Berücksichtigung der Zielgruppen und der Frage, wie diese zu erreichen sind.
2. Strategieworkshop mit allen Beteiligten: Architekten, Investoren, Bauträgern, Vertriebsbeauftragten, Marketing- und PR-Fachleuten.
3. Situationsanalyse mit Stärken-Schwächenprofil (SWOT-Analyse), Herausarbeiten des Unique Selling Proposition (USP).
4. Vermarktungsstrategie und Kommunikationskonzept werden aufgesetzt und erläutern, wie das Objekt zum einen sein einzigartiges und unverwechselbares Profil erhalten wird (Alleinstellungsmerkmale definieren und daraus Logo, Namen, Sympathiewerte ableiten) und wie dieses Profil an die richtigen Zielgruppen kommuniziert werden soll.
5. Ziele, Strategie und Maßnahmen werden im Zeit- und Projektplan mit Meilensteinen zur Umsetzung definiert; das Marketingkonzept sollte neben der reinen Produktwerbung auch Antworten auf die Frage „Wie erreiche ich die Kunden?“ parat haben.
6. Kreative Umsetzung mit ständiger Anpassung an sich änderndes Marktumfeld.
Entwicklungstendenzen:

Beim Immobilienmarketing setzt seit wenigen Jahren ein Prozess ein, der z. B. in der Konsumgüterindustrie schon sehr viel länger üblich ist: Ein hoher Prozentsatz des Jahresumsatzes fließt in das Werbebudget. Bauträger, Projektentwickler, Bauunternehmer und auch Makler erkennen Sinn und Nutzen von Marketingausgaben und holen entsprechende Dienstleister an Bord. Mit weiterem Wachstum der Branche ist zu rechnen – dazu gehören u. a. Immobilien-Blogs oder der Einsatz von Social Networks.